# Hux flux (альбом)
«Hux flux» (со швед. — «Ни с того, ни с сего») — восьмой студийный альбом шведской поп-рок группы Gyllene Tider, вышедший 30 июня 2023 года.
Летом 2019 года группа выпустила альбом «Samma skrot och korn», который объявила прощальным, а также отправилась в прощальное турне «GT40 Avskedsturnén», также приуроченное к сорокалетию коллектива. Неожиданно осенью 2022 года было объявлено о предстоящих скандинавских гастролях «Hux flux sommarturné» следующим летом (начинается 7 июля 2023 года в Хальмстаде, Швеция), а также о выходе альбома. Новость застала поклонников группы врасплох — название нового альбома переводится со шведского языка: «ни с того, ни с сего».

## История
В 2019 году группа объявила, что отправляется в прощальный гастрольный тур «GT40 Avskedsturnén», после которого планирует прекратить свою деятельность. Спустя два года Пер Гессле давал серию сольных концертов Per Gessle Unplugged. Из-за ограничений, вызванных пандемией COVID-19, музыкант был вынужден сделать паузу в плотном гастрольном графике. В один из дней он приобрёл новую гитару, сыграл на ней пару аккордов, а ещё через некоторое время написал несколько песен в стиле пауэр-поп (что, по его словам, контрастировало со стилем акустических гастролей). Гессле решил, что эти песни можно было бы записать вместе с другими музыкантами Gyllene Tider.
В 2022 году музыканты встречались друг с другом чаще обычного, так как работали над съемками фильма о группе Gyllene Tider. На одной из встреч Гессле рассказал коллегам о том, что написал две хорошие песни, которые подошли бы группе, и спросил, не хотели бы они их записать. Никто не ответил отказом, остальные участники группы были явно полны решимости продолжить совместную работу. Это удивило фронтмена, и он написал ещё 10 песен — в итоге, 12 композиций для нового альбома были записаны летом 2022 года на хальмстадской студии «T&A» Пером Гессле и Матсом МП Перссоном, а уже в полном составе коллектив завершил работу над пластинкой в «Sweetspot Studio» в хальмстадском пригороде, городе Харплинье (швед. Harplinge).
О выходе альбома было объявлено 30 октября 2022 года.
Как и для многих предыдущих релизов группы, художником и дизайнером обложки стал Пэр Викхольм (швед. Pär Wickholm), фотограф — Андерс Роос.

## Музыканты и создатели альбома
- Альбом записался в студиях «T&A Studio» (Хальмстад), «Sweetport Studio» (Харплинье) и «Big L Studio» (Тюлёсанд) в период с декабря 2021 по август 2022 года.
- Техники звукозаписи: Матс МП Перссон (T&A), Стаффан Карлссон (Sweetport) и Андерс Херрлин (BLS).
- Смикшировано: Матс МП Перссон и Пер Гессле в «T&A Studio».
- Мастеринг: Матс МП Перссон в «T&A Studio».
- Автор текста и мелодии всех песен: Пер Гессле. Издательство: Jimmy Fun Music.

Группа Gyllene Tider
- Пер Гессле — вокал, гитара
- Мике «Сюд» Андерссон — ударные
- Матс МП Перссон — гитара
- Андерс Херрлин — бас
- Йоран Фритцон — клавишные

Приглашённые артисты
- Стаффан Карлссон (швед. Staffan Karlsson) — техник и инженер звукозаписи в студии «Sweetspot». Ранее сотрудничал с Пером Гессле, в частности над записью альбома PG Roxette «Pop-Up Dynamo!» (2022).
- Пер Торнберг[швед.] — ранее работал с Гессле над его сольным альбомом «Gammal kärlek rostar aldrig» (2020), играл на саксофон-теноре.

## Список песен
1. Gyllene Tider igen (2:13)
2. Dagar att dansa
3. Chans (3:31)
4. Gammal kärlek rostar aldrig
5. Har lite kärlek kvar (och kan resa)
6. Jag har en vän
7. Hux Flux
8. Finns det någonting?
9. Ebenholtz Cafe’
10. Sanna mina ord (2:56)
11. Det perfekta svaret

В цифровом издании альбома доступны дополнительные 18 звуковых дорожек — Пер Гессле рассказывает об идеи и истории написания альбома и комментирует каждую песню в отдельности.
1. Album titel — Per Gessle berättar
2. Bakgrund — Per Gessle berättar
3. Inspelning — Per Gessle berättar
4. Idé — Per Gessle berättar
5. Inspiration — Per Gessle berättar
6. Produktion + sound — Per Gessle berättar
7. Framtid — Per Gessle berättar
8. Gyllene Tider igen — Per Gessle berättar
9. Dagar att dansa -Per Gessle berättar
10. Chans — Per Gessle berättar
11. Gammal kärlek rostar aldrig — Per Gessle berättar
12. Har lite kärlek kvar (och kan resa) — Per Gessle berättar
13. Jag har en vän — Per Gessle berättar
14. Hux Flux — Per Gessle berättar
15. Finns det någonting — Per Gessle berättar
16. Ebenholtz Café — Per Gessle berättar
17. Sanna mina ord — Per Gessle berättar
18. Det perfekta svaret — Per Gessle berättar

## Форматы
Альбом вышел в следующих форматах:
- Компакт-диск:
  - Диджипак
  - Пластиковая коробка (Jewel Case)
- 12" виниловая грампластинка:
  - чёрный винил
  - светло-зелёный винил — ограниченное издание с подставкой для стаканов
  - солнечно-жёлтый винил — ограниченное издание с подписанной открыткой
  - собрание из трёх пластинок трёх цветов
- Потоковое вещание
- Цифровая дистрибуция

## Обзор песен
1. Gyllene Tider igen — песня была выпущена в качестве второго сингла из альбома.
2. Dagar att dansa — песня была выпущена в качестве третьего сингла из альбома. На песню был выпущен официальный «текстовый видеоклип» (официальная премьера 2 июня 2023 года в 14:00 часов CET)[11]. Тем не менее, на своих официальных страницах в социальных сетях Гессле попросил поклонников прислать ему короткие видео, где люди танцуют. Некоторые из присланных видео были смонтированы и составили фон для текстового видео на данную песню. Более того, Гессле отобрал 10 наилучших «танцоров» из числа приславших ему видео — каждый получил подписанную 7" виниловую пластинку с синглом на эту песню.
3. Chans — песня была выпущена в качестве первого сингла из альбома.
4. Gammal kärlek rostar aldrig — название песни перекликается с сольным альбомом Пера Гессле с таким же названием, «Gammal kärlek rostar aldrig» (2020).
5. Har lite kärlek kvar (och kan resa)
6. Jag har en vän
7. Hux Flux
8. Finns det någonting?
9. Ebenholtz Cafe’
10. Sanna mina ord — песня была изначально написана на английском языке под названием «Sunday Driver Yea» для группы PG Roxette. Совместно с продюсером Roxette Кристофером Лундквистом Гессле записал демоверсию этой песни, но, по его словам, «она звучала ужасно» и он решил перевести текст песни на шведский язык и исполнить её с Gyllene Tider[12]. Сама песня «Sanna mina ord» вышла в качестве би-сайда к первому синглу из альбома на песню «Chans». Её англоязычная версия «Sunday Driver Yea» вышла в качестве би-сайда ко второму синглу в этого альбома — «Dagar att dansa» (2023).
11. Det perfekta svaret — первоначальная версия песни называлась «Den perfekta lögnen» (со швед. — «Идеальная ложь»), однако Гессле не понравилась записанная демоверсия и он полностью переписал текст — обновлённый вариант под названием «Идеальный ответ» вошёл в данный альбом.

## Синглы
Нехарактерно для группы Gyllene Tider и для творчества Пера Гессле в частности — перед выходом альбома группа выпустила три сингла. Как правило, Гессле никогда не выпускал больше одного сингла перед выходом студийного альбома (будь то Roxette, Gyllene Tider или своего сольного). Так, из предыдущего альбома Gyllene Tider всего одна песня («Jag drömde jag mötte Fluortanten») была выпущена в качестве сингла примерно за месяц до релиза самого альбома.
О выходе второго сингла из альбома «Gyllene tider igen» было объявлено всего за сутки перед релизом.
Би-сайдом третьего сингла «Sunday Driver Yea» является англоязычная песня, которая позже была переведена на шведский язык и записана как «Sanna mina ord» (би-сайд первого сингла «Chans»). Несмотря на то, что «Sunday Driver Yea» была изначально написана для группы PG Roxette, её релиз на сингле Gyllene Tider является первым англоязычным релизом коллектива за 39 лет со времени выхода альбома «The Heartland Café» (1984).
- Chans (31 марта 2023 года цифровой релиз[13]; 7 апреля 2023 года 7" виниловый сингл)

1. Chans (3:31)
2. Sanna mina ord (2:56)
- Gyllene tider igen (5 мая 2023 года)

1. Gyllene tider igen (2:13)
2. Chans (3:31)
- Dagar att dansa (26 мая 2023 года 7" виниловый сингл)

1. Dagar att dansa
2. Sunday Driver Yea

## Отзывы критиков
| Оценки критиков | Оценки критиков |
| Источник        | Оценка          |
| --------------- | --------------- |
| Aftonbladet     | [ 14 ]          |
| Dagens Nyheter  | [ 15 ]          |
| Sydsvenskan     | [ 16 ]          |

- Обозреватель крупнейшей шведской газеты «Aftonbladet» Хокан Стин оценивает альбом на 3 балла из 5. В первых строках своей рецензии Стин называет Gyllene Tider «самой важной музыкальной группой страны». Он положительно отзывается об альбоме, рассказывает историю его написания, обозревает пару песен (первый сингл «Chans» — самая классическая песня Gyllene Tider и у неё больше всего шансов попасть в сет-лист предстоящего гастрольного тура) — и заключает, что при «всей своей незатейливости этот альбом является вполне приятным дополнением к каталогу группы». Обозреватель даже высказывает осторожный оптимизм — он «не удивится, если группа когда-нибудь выпустит ещё один студийный альбом»[14].
- Обозреватель газеты «Göteborgs-Posten» Юхан Линдквист оценивает альбом крайне позитивно. Он отмечает, что это «возможно лучший альбом, который группы выпустила с момента своего первого распада» (в 1980-х). Он сравнивает мелодии с популярным в Швеции лимонадом марки «Pommac[англ.]» и рассыпчатыми пирожными «масарин» из песочного теста[17].
- Сара Мартинссон, обозреватель «Dagens Nyheter» называет альбом «безопасной, но свежей приправой к предстоящему гастрольному туру коллектива». Она также замечает, что группа с этим альбом возвращается «к своим истокам»[15].

### Чарты
- В 27 неделю 2023 года альбом возглавил три шведских чарта (до этого момента шведский чарт «Sverigetopplistan» был недоступен в течение четырёх недель)[18]:
  - Чарт альбомов
  - Чарт альбомов, изданных на физических носителях
  - Чарт альбомов, изданных на виниле